# Backlash 2002
Backlash 2002 è stata la quarta edizione dell'omonimo pay-per-view prodotto dalla World Wrestling Federation. L'evento si è svolto il 21 aprile 2002 presso la Kemper Arena di Kansas City, nel Missouri.

## Storyline
Nella puntata di Raw del 25 marzo, per volere di Linda McMahon, i due co-proprietari della World Wrestling Federation, Ric Flair e Vince McMahon, presero rispettivo controllo di Raw e SmackDown (i quali divennero due show distinti), potendo poi scegliere un esclusivo parco atleti per il proprio roster tramite un Draft. Nella puntata di SmackDown del 4 aprile McMahon nominò Hollywood Hulk Hogan, fresco di turn face dopo l'uscita dall'nWo e nuovo membro del roster blu, come contendente n°1 dell'Undisputed WWF Champion Triple H. Un match tra Hogan e Triple H con in palio l'Undisputed WWF Championship fu quindi sancito per Backlash. Nella puntata di SmackDown del 18 aprile McMahon stabilì che in caso di sconfitta a Backlash, Triple H sarebbe diventato un atleta esclusivo del roster di SmackDown.
Nella puntata di Raw del 1º aprile The Undertaker e Steve Austin pretesero da Ric Flair un match per l'Undisputed WWF Championship di Triple H; con Flair che propose invece due incontri di qualificazione ad un match supplementare per determinare il contendente n°1 al titolo mondiale. Nella puntata di Raw dell'8 aprile The Undertaker e Austin si qualificarono per la finale dopo aver rispettivamente sconfitto l'Intercontinental Champion Rob Van Dam e Scott Hall. Dopo che Vince McMahon aveva tuttavia nominato Hollywood Hulk Hogan come sfidante al titolo di Triple H, Ric Flair annunciò che Austin e The Undertaker si sarebbero affrontati a Backlash per determinare il successivo contendente n°1 all'Undisputed WWF Championship. Nella puntata di Raw del 15 aprile Flair si autonominò come arbitro speciale dell'incontro di Backlash tra Austin e The Undertaker.
Nella puntata di Raw del 1º aprile Eddie Guerrero, tornato nella World Wrestling Federation dopo un anno, attaccò brutalmente l'Intercontinental Champion Rob Van Dam, colpendolo con una Frog Splash, dopo che questi aveva difeso il titolo contro Booker T. Dopo che Guerrero aveva nuovamente attaccato Van Dam nella puntata di Raw dell'8 aprile, fu annunciato un match tra i due per Backlash con in palio l'Intercontinental Championship.
Dopo continui contrasti e vicissitudini tra i due nelle settimane precedenti, Edge sconfisse Kurt Angle per squalifica nella puntata di SmackDown del 4 aprile. Nella puntata di SmackDown dell'11 aprile, dopo che avevano avuto un ulteriore confronto, Edge sfidò Angle ad un match per Backlash e quest'ultimo accettò.
Nella puntata di SmackDown del 4 aprile Billy Kidman sconfisse Tajiri, conquistando così il Cruiserweight Championship per la sesta volta. Un rematch tra i due con in palio il titolo fu quindi annunciato per Backlash.
Nella puntata di Raw del 1º aprile l'nWo (Kevin Nash, Scott Hall e X-Pac) distrusse nel backstage l'ufficio degli ormai divisi APA (Bradshaw e Faarooq), attaccando poi brutalmente lo stesso Bradshaw; poco dopo, la sera stessa, Bradshaw aiutò Kane ad allontanare l'nWo dall'arena. Nella puntata di Raw del 15 aprile, dopo un ulteriore alterco avvenuto la settimana prima, fu poi sancito un match tra Scott Hall e Bradshaw per Backlash.
Nella puntata di Raw dell'8 aprile gli Hardy Boyz (Jeff Hardy e Matt Hardy) attaccarono brutalmente Brock Lesnar, il quale aveva debuttato due settimane prima insieme al suo manager Paul Heyman, con una sedia. Nella puntata di Raw del 15 aprile Lesnar attaccò entrambi i fratelli Hardy, infortunando Matt (kayfabe). Un match tra Lesnar e Jeff Hardy fu poi sancito per Backlash.
Nella puntata di SmackDown dell'11 aprile Al Snow e Maven sconfissero i WWF Tag Team Champions Billy e Chuck in un incontro non titolato. Dopo aver riportato tale vittoria, un match per il WWF Tag Team Championship1 tra i campioni Billy e Chuck contro Snow e Maven fu poi sancito per Backlash.
Nella puntata di Raw del 15 aprile Trish Stratus sconfisse Molly Holly, diventando così la contendente n°1 della Women's Champion Jazz. Un match tra le due con in palio il Women's Championship fu quindi annunciato per Backlash.

## Evento
Prima della messa in onda dell'evento, Big Show sconfisse Justin Credible e Steven Richards in un 2-on-1 Handicap match a Sunday Night Heat.

### Match preliminari
Il primo match dell'evento fu quello valevole per il WWF Cruiserweight Championship tra il campione Billy Kidman e lo sfidante Tajiri (accompagnato da Torrie Wilson). Nel finale, Kidman fallì un tentativo di Powerbomb ai danni di Tajiri, il quale sputò del red mist in faccia al campione per schienarlo e vincere il titolo.
Il match successivo fu quello tra Scott Hall (accompagnato da X-Pac) e Bradshaw (accompagnato da Faarooq). Bradshaw eseguì un Clothesline from Hell su Hall, ma X-Pac mise un piede di Hall sulla prima corda del ring per evitare lo schienamento. Bradshaw colpì, poi, X-Pac e Faarooq lanciò quest'ultimo contro il paletto del ring. Mentre l'arbitro fu distratto, Hall ne approfittò per colpire Bradshaw con un low-blow per poi schienarlo con un roll-up per ottenere la vittoria.
Il terzo match fu quello valevole per il WWF Women's Championship tra la campionessa Jazz e la sfidante Trish Stratus. Nel finale, Jazz intrappolò Trish in una STF forzandola alla sottomissione per vincere l'incontro e mantenere il titolo.
Il match che seguì fu quello tra Brock Lesnar (accompagnato da Paul Heyman) e Jeff Hardy (accompagnato da Lita). Lesnar dominò l'inizio del match, ma poi Hardy riuscì ad effettuare un Whisper in the Wind ai danni di Lesnar. Hardy colpì, in seguito, Lesnar con una Swanton Bomb, ma ottenne solamente un conto di due. Hardy tentò, successivamente, di colpire Lesnar con una sedia d'acciaio, ma quest'ultimo evitò il tentativo per poi atterrare Hardy con una F-5, seguita da tre Powerbomb in successione, costringendo l'arbitro a dichiarare Lesnar vincitore per KO tecnico.
Il quinto match fu tra Edge e Kurt Angle. Dopo un batti e ribatti, Edge eseguì una Edgecution su Angle, ma ottenne solamente un conto di due. Angle tentò, poi, una Angle Slam, ma Edge contrattaccò con un german suplex. Edge effettuò, in seguito, un diving crossbody dalla terza corda del quadrato impattando contro Angle all'esterno del ring. Tornati sul ring, Edge cercò di eseguire un'altra Edgecution, ma Angle contrattaccò atterrando Edge con una Angle Slam, da cui quest'ultimo si liberò al conto di due. Angle applicò, poi, la Ankle Lock su Edge, ma quest'ultimo uscì dalla presa schienando Angle con un roll-up che, però, valse solo un conto di due. Dopo che Angle non riuscì a colpire Edge con una sedia d'acciaio, Edge effettuò una Edge-O-Matic ai danni dell'Olympic Hero, ma anche questa volta Angle evase dallo schienamento al conto di due. Edge tentò di colpire Angle con una Spear, ma quest'ultimo lo bloccò atterrandolo con la Angle Slam per vincere questo bellissimo match.
Il match seguente fu quello valevole per il WWF Intercontinental Championship tra il campione Rob Van Dam e lo sfidante Eddie Guerrero. Dopo un batti e ribatti, Guerrero si impossessò del titolo per cercare di colpire Van Dam, ma quest'ultimo contrattaccò colpendo Guerrero con un dropkick. Nel momento in cui Van Dam colpì Guerrero, quest'ultimo finì accidentalmente contro l'arbitro mandandolo così KO. Guerrero ne approfittò, poi, per effettuare un neckbreaker sul titolo ai danni di Van Dam per poi colpirlo con una Frog Splash, vincendo il match e l'Intercontinental Championship.

### Match principali
Il settimo match fu quello tra The Undertaker e Steve Austin, con Ric Flair come arbitro speciale, per determinare il primo sfidante all'Undisputed WWF Championship. Dopo un batti e ribatti, Austin e The Undertaker iniziarono a combattere all'esterno del ring. Austin tentò, poi, di effettuare un Piledriver su The Undertaker, ma quest'ultimo contrattaccò gettando a terra Austin con un back body drop per poi lanciarlo verso la sua motocicletta. Dopo che Flair venne messo inavvertitamente KO dai due, Austin colpì The Undertaker con una Stone Cold Stunner. Flair riuscì, in seguito, a riprendersi, ma fu messo KO un'altra volta e The Undertaker ne approfittò per eseguire un low-blow, seguito da una chokeslam, ai danni del Texas Rattlesnake. Nonostante Flair si riprese, Austin si liberò al conto di due. The Undertaker provò, successivamente, a colpire Austin con una sedia d'acciaio, ma Flair lo bloccò togliendoli la sedia dalle mani (in modo tale da non far terminare in match in squalifica) e, data la distrazione dello stesso Flair, Austin poté colpire l'American Badass con un low-blow. Austin tentò, così, di effettuare una Stone Cold Stunner, ma The Undertaker contrattaccò spedendo il Texas Rattlesnake contro Flair, che andò KO per la terza volta. The Undertaker approfittò della situazione colpendo Austin con una sedia, ma ottenne solamente un conto di due. Dopo essersi ripreso, Austin cercò di colpire The Undertaker con la sedia, ma quest'ultimo evitò l'impatto eseguendo un big boot ai danni di Austin. The Undertaker schienò Austin per vincere il match, però Flair non si accorse che un piede del Texas Rattlesnake si trovava sopra la corda bassa del ring.
Il match successivo fu quello valevole per il WWF Tag Team Championship tra la coppia campione Billy e Chuck (con Rico) e quella sfidante formata da Al Snow e Maven. Dopo che Rico distrasse Snow, quest'ultimo iniziò ad inseguirlo. Chuck ne approfittò per effettuare un superkick sul solo Maven per vincere il match e mantenere i titoli di coppia.
Il main event della serata fu il match con in palio l'Undisputed WWF Championship tra il campione in carica Triple H e lo sfidante Hollywood Hulk Hogan. Dopo un batti e ribatti iniziale, Triple H applicò la mossa di sottomissione Figure Four Leglock su Hogan, che però riuscì a liberarsi dalla presa. Hogan eseguì un Big Boot, seguito da un Running Leg Drop, su Triple H e cercò di schienare l'avversario, ma Chris Jericho si intromise nel match tirando via l'arbitro dal ring. Jericho colpì Hogan con una sedia d'acciaio, ma Triple H lo fermò colpendolo con un Facebreaker Knee Smash ed un braccio teso, mettendo Jericho KO fuori dal ring. Quindi Hogan colpì nuovamente Triple H con un Big Boot e tentò il leg drop, ma lo sfidante si spostò ed effettuò su di lui la sua mossa finale Pedigree. Triple H cercò lo schienamento, ma stavolta fu The Undertaker a colpire l'arbitro. The Undertaker colpì Triple H con una sedia d'acciaio, prima di venire scaraventato fuori dal ring da Hogan con un braccio teso. Infine, Hogan schienò Triple H dopo un altro Running Leg Drop aggiudicandosi match e titolo. Alla fine dell'incontro, Triple H si congratulò con Hogan stringendogli la mano nel centro del ring.

## Risultati
| #    | Incontri                                                                               | Stipulazioni | Durata |
| ---- | -------------------------------------------------------------------------------------- | --- | ------ |
| Heat | Big Show ha sconfitto Justin Credible e Steven Richards                                | Two-on-one handicap match                                                                                          | 02:11  |
| 1    | Tajiri (con Torrie Wilson) ha sconfitto Billy Kidman (c)                               | Single match per il WWF Cruiserweight Championship                                                                 | 09:08  |
| 2    | Scott Hall (con X-Pac) ha sconfitto Bradshaw (con Faarooq)                             | Single match | 05:43  |
| 3    | Jazz (c) ha sconfitto Trish Stratus                                                    | Single match per il WWF Women's Championship                                                                       | 04:29  |
| 4    | Brock Lesnar (con Paul Heyman) ha sconfitto Jeff Hardy (con Lita) per knockout tecnico | Single match | 05:32  |
| 5    | Kurt Angle ha sconfitto Edge                                                           | Single match | 13:25  |
| 6    | Eddie Guerrero ha sconfitto Rob Van Dam (c)                                            | Single match per il WWF Intercontinental Championship                                                              | 11:43  |
| 7    | The Undertaker ha sconfitto Steve Austin                                               | Single match con Ric Flair come arbitro speciale per determinare il primo sfidante all'Undisputed WWF Championship | 26:06  |
| 8    | Billy Gunn e Chuck Palumbo (c) (con Rico) hanno sconfitto Al Snow e Maven              | Tag team match per il WWF Tag Team Championship                                                                    | 05:58  |
| 9    | Hulk Hogan ha sconfitto Triple H (c)                                                   | Single match per l'Undisputed WWF Championship                                                                     | 22:04  |